# دير القديس ثيودوسيوس
دير القديس ثيودوسيوس ويعرف باسم دير دوسي ودير ابن عبيد، أسسه القديس ثيودوسيوس رئيس الأساقفة حوالي عام 476، والذي يحتوي على قبره (فارغ حاليًا)، يقع الدير شرق مدينة بيت لحم ويبعد عنها حوالي 8 كيلومترات، على الطريق المؤدي إلى دير مار سابا في فلسطين.

## تاريخ

### الفترة البيزنطية
بنيت كنيسة والدة الإله على يد صفرونيوس بين عامي (529-543)، وقد طمس بقاياها عند بناء الكنيسة الحديثة. دمر الدير البيزنطي في النصف الأول من القرن السابع، خلال الفتوحات الفارسية والإسلامية.

### الفترة الإسلامية المبكرة
شنت القوات العربية هجوم على الدير عام 789، مما أدى إلى تدمير الكنائس وقتل الرهبان، وهذا جزء من سلسلة الهجمات المماثلة ضد الأديرة في القدس وصحراء يهودا في نهاية القرن الثامن وبداية القرن التاسع، وتشير الأدلة الأثرية إلى رسم صورة السلام وليس الدمار الذي جلبه الإنسان أو الطبيعة.

### الفترة الصليبية إلى المملوكية
تم إعادة بناء الدير خلال الفترة الصليبية. زار الدير رئيسه دانيال في الفترة الواقعة بين عامي (1113-1115) وقال: "يقع الدير على بعد ستة أميال من القدس، وهو على جبل وتحيط به أسوار، ونرى هناك في أعلى الجبل في سور الدير، كهفًا كان بمثابة مأوى ليلًا للمجوس عندما فروا من هيرودس. هذا هو المكان الذي ترقد فيه رفات القديس ثيودوسيوس والعديد من الآباء القديسين الآخرين، بالإضافة إلى رفات والدته ووالده القديس سابا".
استمر الدير في الإزدهر حتى عام 1400، عاد إلى حالة الدمار مرة أخرى. وقد وصفها الحاج الروسي أجريفيني بأن الدير مدمر عندما مر به عام 1370، ويصفه اثنان من الحجاج في القرن الخامس عشر بأن المسلمون استخدموه لأول مرة لموقف الماشية ثم دمر لاحقًا.

### دولة القرن التاسع عشر
زار فيكتور غيرن المكان الذي أسماه دير دوسي عام 1863، ولاحظ أنها تتكون بقايا دير القديس ثيودوسيوس من أقبية وأجزاء من جدران مبنية بحجارة مختلفة الأحجام، ويبدو أن بعضها قادم من مباني قديمة، مما يتضح من هذه التفاصيل أن هذا الصرح قد دمر بالكامل وأصبحت المنطقة مدمرة تساوي سطح الأرض. كما كان موقع الكنيستين مشهور للغاية، إحداهما كانت مستطيلة الشكل وتواجه الغرب والشرق وكانت مرصوفة بمكعبات كبيرة من الفسيفساء.
أما الكنيسة الثانية عانت من الدمار لكن أقل بكثير من الكنيسة الأولى. كانت تحتوي على سرداب مدفون نصفه تحت أكوام من الأنقاض، والقبر الذي بداخلها كان في الأصل كهفًا طبيعيًا يفترض أن المجوس الثلاثة لجأوا إليه عندما سجدوا للطفل يسوع في بيت لحم، وعادوا إلى بلدهم عبر طريق آخر.

### إعادة الإعمار الحديثة
تم إعادة بناء الدير القديم من قبل الرهبان اليونانيين في بطريركية القدس للروم الأرثوذكس عام 1898، وإعيد بناء المجمع تدريجيًا خلال القرن العشرين.
أشار كونراد شيك عام 1898، إلى أن "الآثار هي لدير سابق، وتستخدم في العصر الحديث كمخزن للحبوب من قبل قبيلة عبيدية متجولة. والآن يبدو أن الدير اليوناني في القدس له بعض حقوق الملكية في هذا المكان، وبعد أن اتفقوا مع العرب على تركه، استولوا عليه في العام الماضي وبدأوا في إزالة الأنقاض، وهكذا كشفوا ما تبقى من الجدران وغيرها من الآثار، وبدأوا في بنائه مرة أخرى، تم الاحتفال بوضع حجر الأساس كنوع من إعادة تقديس المكان، بطريقة رائعة وأمام حشد من الناس كبير أمام حشد من الناس.تم ترميم الدير وأصبح مرة أخرى محطة للحجاج الذين يزورون دير مار سابا"

## دلالة

### مغارة المجوس
وفقًا للتقاليد فإن المغارة الموجودة في أراضي الدير هي المكان الذي لجأ إليه المجوس الثلاثة خلال الليلة الأولى بعد تسليم هداياهم للطفل يسوع، بعد أن ظهر لهم ملاك وأمرهم بالعودة إلى المنزل دون إبلاغ الملك هيرودس بمكان يسوع. يُطلق على كهف المجوس اسم ميتوبا باللغة اليونانية.

### مقابر القديسين
استخدم الكهف في العصر البيزنطي كمقبرة. تشمل الشخصيات الرهبانية المهمة في فلسطين المدفونة هنا العديد من القديسين مثل يوحنا موشوس الذي دفنه صفرونيوس والقديسة صوفيا والدة القديس سابا المقدس والقديسة ثيودوتا أم القديسين غير المرتزقة قزمان ودميان ودميان وغيرهما.

## روابط خارجية
- بطريركية الروم الأرثوذكس في القدس : دير القديس ثيودوسيوس السينوبيارك ( حياة القديس وقصة ديره)
- AtlasTours.net : دير القديس ثيودوسيوس، بيت لحم
- الموقع الرسمي للسياحة في فلسطين : دير القديس ثيودوسيوس
- شبكة EWTN العالمية الكاثوليكية نسخة محفوظة 2016-06-01 على موقع واي باك مشين. (شبكة تلفزيون الكلمة الخالدة، أيرونديل، ألاباما): القديس ثيودوسيوس، السينوبيارك (529 م)